# Danh sách cầu thủ tham dự giải vô địch bóng đá U-16 thế giới 1989

## Bảng A

### Scotland
Huấn luyện viên:  Craig Brown
| Số | Vt | Cầu thủ          | Ngày sinh (tuổi)            | Số trận | Câu lạc bộ      |
| -- | -- | ---------------- | --------------------------- | ------- | --------------- |
| 1  | TM | James Will       | 7 tháng 10, 1972 (16 tuổi)  |         | Arsenal         |
| 2  | HV | William Dolan    | 28 tháng 11, 1972 (16 tuổi) |         | Celtic          |
| 3  | TV | James Beattie    | 16 tháng 2, 1973 (16 tuổi)  |         | Celtic          |
| 4  | HV | Edward Conville  | 2 tháng 4, 1973 (16 tuổi)   |         | Dundee United   |
| 5  | HV | Kevin Bain       | 19 tháng 9, 1972 (16 tuổi)  |         | Dundee          |
| 6  | TV | Gary Bollan      | 24 tháng 3, 1973 (16 tuổi)  |         | Dundee United   |
| 7  | TV | Neil Murray      | 21 tháng 2, 1973 (16 tuổi)  |         | Rangers         |
| 8  | TV | John Lindsay     | 17 tháng 3, 1973 (16 tuổi)  |         | Dundee United   |
| 9  | TĐ | Craig Flanningan | 11 tháng 2, 1973 (16 tuổi)  |         | Rangers         |
| 10 | TĐ | Kevin McGoldrick | 5 tháng 8, 1973 (15 tuổi)   |         | Greenock Morton |
| 11 | TĐ | Paul Dickov      | 1 tháng 11, 1972 (16 tuổi)  |         | Arsenal         |
| 12 | TM | Martin Dickson   | 23 tháng 7, 1973 (15 tuổi)  |         | Kilmarnock      |
| 13 | TV | Brian O'Neil     | 6 tháng 9, 1972 (16 tuổi)   |         | Celtic          |
| 14 | HV | Tom McMillan     | 8 tháng 8, 1972 (16 tuổi)   |         | Dundee United   |
| 15 | TV | Ian Downie       | 16 tháng 11, 1972 (16 tuổi) |         | Aberdeen        |
| 16 | TV | Andy McLaren     | 5 tháng 6, 1973 (16 tuổi)   |         | Dundee United   |
| 17 | TV | David Hagen      | 5 tháng 5, 1973 (16 tuổi)   |         | Rangers         |
| 18 | HV | Scott Marshall   | 1 tháng 5, 1973 (16 tuổi)   |         | Arsenal         |

### Ghana
Huấn luyện viên:  Paulo Luís Campos
| Số | Vt | Cầu thủ        | Ngày sinh (tuổi)            | Số trận | Câu lạc bộ         |
| -- | -- | -------------- | --------------------------- | ------- | ------------------ |
| 1  | TM | Anthony Mensah | 31 tháng 10, 1972 (16 tuổi) |         | Asante Kotoko      |
| 2  | HV | Hope Sewlonu   | 29 tháng 10, 1973 (15 tuổi) |         | Great Olympics     |
| 3  | HV | Isaac Asare    | 1 tháng 9, 1974 (14 tuổi)   |         | Industrials        |
| 4  | HV | Dramani Kalilu | 21 tháng 10, 1972 (16 tuổi) |         | Eleven Wise        |
| 5  | HV | Baba Musah     | 4 tháng 9, 1972 (16 tuổi)   |         | Asante Kotoko      |
| 6  | TV | Ibrahim Musah  | 3 tháng 11, 1973 (15 tuổi)  |         | Real Tamale United |
| 7  | TĐ | Yaw Preko      | 8 tháng 9, 1974 (14 tuổi)   |         | Power Lines        |
| 8  | TV | Nii Lamptey    | 10 tháng 12, 1974 (14 tuổi) |         | Young Corners      |
| 9  | TĐ | Willie Brown   | 26 tháng 10, 1974 (14 tuổi) |         | Ebusua Dwarfs      |
| 10 | TV | Nana Opoku     | 31 tháng 8, 1974 (14 tuổi)  |         | United Stars       |
| 11 | TĐ | Patrick Odoi   | 27 tháng 10, 1974 (14 tuổi) |         | Zebi               |
| 12 | TM | Kwaku Okere    | 30 tháng 10, 1972 (16 tuổi) |         | Asante Kotoko      |
| 13 | HV | Kofi Mbeah     | 11 tháng 12, 1974 (14 tuổi) |         | Ebusua Dwarfs      |
| 14 | HV | Emmanuel Asere | 31 tháng 12, 1973 (15 tuổi) |         | Okwahu Mount       |
| 15 | TĐ | Bernard Aryee  | 23 tháng 4, 1973 (16 tuổi)  |         | Great Olympics     |
| 16 | TV | Abdul Migima   | 5 tháng 12, 1974 (14 tuổi)  |         | Okwahu Stars       |
| 17 | TV | Bright Adjei   | 1 tháng 11, 1973 (15 tuổi)  |         | Susubribi          |
| 18 | TM | Charles Aryee  | 20 tháng 9, 1973 (15 tuổi)  |         | Iron Breakers      |

### Cuba
Huấn luyện viênes:  Manuel Rodríguez
| Số | Vt | Cầu thủ            | Ngày sinh (tuổi)            | Số trận | Câu lạc bộ          |
| -- | -- | ------------------ | --------------------------- | ------- | ------------------- |
| 1  | TM | Alexis Revé        | 17 tháng 11, 1972 (16 tuổi) |         | Villa Clara         |
| 2  | HV | Jorge Ramos        | 7 tháng 1, 1973 (16 tuổi)   |         | Ciudad de la Habana |
| 3  | HV | Dibriestri Araque  | 26 tháng 11, 1972 (16 tuổi) |         | Sancti Spíritus     |
| 4  | HV | Dulieski Dickinson | 17 tháng 1, 1973 (16 tuổi)  |         | Cienfuegos          |
| 5  | HV | Pedro Martínez     | 26 tháng 2, 1973 (16 tuổi)  |         | Pinar del Río       |
| 6  | TV | Pedro Baez         | 11 tháng 1, 1973 (16 tuổi)  |         | Matanzas            |
| 7  | TV | Carlos Pérez       | 23 tháng 1, 1973 (16 tuổi)  |         | Sancti Spíritus     |
| 8  | TĐ | Geosmany Zerguera  | 22 tháng 8, 1973 (15 tuổi)  |         | Sancti Spíritus     |
| 9  | TĐ | Bernardo Rosette   | 23 tháng 10, 1972 (16 tuổi) |         | Ciudad de la Habana |
| 10 | TV | Lázaro Monteagudo  | 17 tháng 1, 1974 (15 tuổi)  |         | Sancti Spíritus     |
| 11 | TĐ | Alexis Forbe       | 11 tháng 10, 1973 (15 tuổi) |         | Matanzas            |
| 12 | HV | Addel Despaigne    | 4 tháng 8, 1973 (15 tuổi)   |         | Ciudad de la Habana |
| 13 | TV | Joel Fajardo       | 6 tháng 11, 1972 (16 tuổi)  |         | Villa Clara         |
| 14 | TV | Ariel Álvarez      | 1 tháng 1, 1973 (16 tuổi)   |         | Villa Clara         |
| 15 | HV | Alexander Valdés   | 29 tháng 8, 1973 (15 tuổi)  |         | Ciudad de la Habana |
| 16 | TĐ | Delvis Núñez       | 14 tháng 8, 1972 (16 tuổi)  |         | Villa Clara         |
| 17 | TĐ | Armando Cruz       | 30 tháng 8, 1973 (15 tuổi)  |         | Camagüey            |
| 18 | TM | Wolfgang Pérez     | 7 tháng 2, 1973 (16 tuổi)   |         | Ciudad de la Habana |

### Bahrain
Huấn luyện viên:  Aziz Amin
| Số | Vt | Cầu thủ           | Ngày sinh (tuổi)            | Số trận | Câu lạc bộ  |
| -- | -- | ----------------- | --------------------------- | ------- | ----------- |
| 1  | TM | Ali Hassan        | 16 tháng 8, 1972 (16 tuổi)  |         | Al-Muharraq |
| 2  | HV | Sami Samianbar    | 9 tháng 8, 1973 (15 tuổi)   |         | East Riffa  |
| 3  | HV | Ali Jawher        | 14 tháng 11, 1973 (15 tuổi) |         | West Riffa  |
| 4  | HV | Ausama Isa        | 3 tháng 10, 1972 (16 tuổi)  |         | Al-Muharraq |
| 5  | HV | Hassan Habib      | 29 tháng 12, 1972 (16 tuổi) |         | Al-Ahli     |
| 6  | TV | Yusuf Ali         | 10 tháng 11, 1972 (16 tuổi) |         | Al-Wahda    |
| 7  | TV | Abdul Waleed      | 10 tháng 9, 1972 (16 tuổi)  |         | Al-Muharraq |
| 8  | TV | Ahmed Ebrahim     | 10 tháng 8, 1973 (15 tuổi)  |         | Essa Town   |
| 9  | TĐ | Hassan Ebrahim    | 15 tháng 11, 1972 (16 tuổi) |         | Al-Wahda    |
| 10 | TV | Khaled Jasem      | 24 tháng 12, 1973 (15 tuổi) |         | East Riffa  |
| 11 | TĐ | Mohamed Abdo      | 27 tháng 8, 1972 (16 tuổi)  |         | Al-Ahli     |
| 12 | TV | Hassan Talal      | 22 tháng 8, 1972 (16 tuổi)  |         | East Riffa  |
| 13 | TĐ | Younis Mansoor    | 2 tháng 8, 1972 (16 tuổi)   |         | Al-Wahda    |
| 14 | TV | Adel Hassan       | 25 tháng 8, 1972 (16 tuổi)  |         | Al-Muharraq |
| 15 | TĐ | Mohamed Abdulaziz | 8 tháng 6, 1973 (16 tuổi)   |         | Al-Muharraq |
| 16 | HV | Mohamed Shalman   | 26 tháng 12, 1972 (16 tuổi) |         | Essa Town   |
| 17 | HV | Fuad Jawher       | 22 tháng 9, 1972 (16 tuổi)  |         | West Riffa  |
| 18 | TM | Aref Jalil        | 13 tháng 10, 1972 (16 tuổi) |         | Al-Ahli     |

## Bảng B

### Đông Đức
Huấn luyện viên:  Eberhard Vogel
| Số | Vt | Cầu thủ         | Ngày sinh (tuổi)            | Số trận | Câu lạc bộ         |
| -- | -- | --------------- | --------------------------- | ------- | ------------------ |
| 1  | TM | Frank Rost      | 30 tháng 6, 1973 (15 tuổi)  |         | Lokomotive Leipzig |
| 2  | HV | Thomas Petzold  | 23 tháng 12, 1972 (16 tuổi) |         | Union Berlin       |
| 3  | HV | Sven Manke      | 13 tháng 4, 1973 (16 tuổi)  |         | BFC Dynamo         |
| 4  | HV | Torsten Möhler  | 23 tháng 11, 1972 (16 tuổi) |         | Chemie Leipzig     |
| 5  | HV | Thomas Bleck    | 8 tháng 9, 1973 (15 tuổi)   |         | Vorwärts Frankfurt |
| 6  | HV | Rico Kauerhof   | 9 tháng 12, 1972 (16 tuổi)  |         | Lokomotive Leipzig |
| 7  | TV | Steffen Binke   | 17 tháng 9, 1972 (16 tuổi)  |         | Dynamo Dresden     |
| 8  | TV | Sven Oldenburg  | 31 tháng 3, 1973 (16 tuổi)  |         | Hansa Rostock      |
| 9  | TV | René Seib       | 20 tháng 9, 1972 (16 tuổi)  |         | Carl Zeiss Jena    |
| 10 | TĐ | Frank Seifert   | 2 tháng 10, 1972 (16 tuổi)  |         | Dynamo Dresden     |
| 11 | TĐ | René Rydlewicz  | 18 tháng 7, 1973 (15 tuổi)  |         | BFC Dynamo         |
| 12 | TV | Marco Vogel     | 27 tháng 10, 1972 (16 tuổi) |         | Vorwärts Frankfurt |
| 13 | TĐ | Toralf Konetzke | 10 tháng 12, 1972 (16 tuổi) |         | BFC Dynamo         |
| 14 | TV | Daniel Knuth    | 15 tháng 11, 1972 (16 tuổi) |         | Union Berlin       |
| 15 | HV | Lars Kampf      | 26 tháng 10, 1972 (16 tuổi) |         | Carl Zeiss Jena    |
| 16 | TM | Jörg Lucke      | 29 tháng 12, 1972 (16 tuổi) |         | Vorwärts Frankfurt |
| 17 | TV | Erik Schulz     | 11 tháng 8, 1972 (16 tuổi)  |         | Chemie Leipzig     |
| 18 | TĐ | Klaus Hering    | 27 tháng 8, 1972 (16 tuổi)  |         | Vorwärts Frankfurt |

### Australia
Huấn luyện viên:  Vic Dalgleish
| Số | Vt | Cầu thủ            | Ngày sinh (tuổi)            | Số trận | Câu lạc bộ              |
| -- | -- | ------------------ | --------------------------- | ------- | ----------------------- |
| 1  | TM | Mark Schwarzer     | 6 tháng 10, 1972 (16 tuổi)  |         | Marconi Stallions       |
| 2  | TV | Shane Jarvis       | 27 tháng 4, 1973 (16 tuổi)  |         | St. George              |
| 3  | HV | Mark Babic         | 24 tháng 4, 1973 (16 tuổi)  |         | St. George              |
| 4  | HV | Tony Popovic       | 4 tháng 7, 1973 (15 tuổi)   |         | Sydney Croatia          |
| 5  | HV | Robert Stojcevski  | 1 tháng 1, 1973 (16 tuổi)   |         | Altona Gate             |
| 6  | TV | Edward Lees        | 21 tháng 10, 1972 (16 tuổi) |         | Blacktown City          |
| 7  | TV | Willie Hastie      | 7 tháng 1, 1972 (17 tuổi)   |         | Heidelberg United       |
| 8  | TV | Matthew Dihm       | 19 tháng 10, 1972 (16 tuổi) |         | St. George              |
| 9  | TĐ | Matthew Zec        | 30 tháng 3, 1973 (16 tuổi)  |         | Sydney Croatia          |
| 10 | TĐ | Vince Iacopetta    | 12 tháng 8, 1972 (16 tuổi)  |         | Adelaide City           |
| 11 | TĐ | Ross Aloisi        | 17 tháng 4, 1973 (16 tuổi)  |         | Adelaide City           |
| 12 | HV | Andrew French      | 14 tháng 10, 1972 (16 tuổi) |         | Sydney Croatia          |
| 13 | TV | Jeff Suzor         | 20 tháng 11, 1972 (16 tuổi) |         | Marconi Stallions       |
| 14 | TV | Giovanni Montesano | 31 tháng 10, 1972 (16 tuổi) |         | Canterbury-Marrickville |
| 15 | HV | Anthony Pangallo   | 7 tháng 9, 1972 (16 tuổi)   |         | Canberra Croatia        |
| 16 | TV | Steve Corica       | 24 tháng 3, 1973 (16 tuổi)  |         | Innisfail United        |
| 17 | TV | Robert Spasevski   | 7 tháng 11, 1972 (16 tuổi)  |         | Preston Makedonia       |
| 18 | TM | Zeljko Kalac       | 16 tháng 12, 1972 (16 tuổi) |         | Sydney Croatia          |

### United States
Huấn luyện viên:  Roy Rees
| Số | Vt | Cầu thủ         | Ngày sinh (tuổi)            | Số trận | Câu lạc bộ              |
| -- | -- | --------------- | --------------------------- | ------- | ----------------------- |
| 1  | TM | Chris Hightower | 5 tháng 1, 1973 (16 tuổi)   |         | San Jose United         |
| 2  | HV | Bill Heiser     | 13 tháng 1, 1973 (16 tuổi)  |         | Bethesda Sting          |
| 3  | HV | Todd Haskins    | 30 tháng 8, 1972 (16 tuổi)  |         | Howard Courage          |
| 4  | TV | Joel Russell    | 16 tháng 11, 1972 (16 tuổi) |         | Varder III              |
| 5  | TV | Rivers Guthrie  | 25 tháng 9, 1972 (16 tuổi)  |         | Junior Raiders          |
| 6  | HV | John Cairel     | 11 tháng 12, 1973 (15 tuổi) |         | Livermore SC            |
| 7  | HV | Jorge Salcedo   | 27 tháng 9, 1972 (16 tuổi)  |         | Huntington Beach SC     |
| 8  | TV | Claudio Reyna   | 20 tháng 7, 1973 (15 tuổi)  |         | Union County SC         |
| 9  | TV | Billy Baumhoff  | 7 tháng 2, 1973 (16 tuổi)   |         | Scott Gallagher SC      |
| 10 | TV | Nidal Baba      | 16 tháng 8, 1972 (16 tuổi)  |         | Thunderbirds SC         |
| 11 | TĐ | David McGuire   | 7 tháng 9, 1972 (16 tuổi)   |         | Longhorns SC            |
| 12 | TĐ | A. J. Wood      | 17 tháng 8, 1973 (15 tuổi)  |         | Bethesda United         |
| 13 | TV | Imad Baba       | 15 tháng 3, 1974 (15 tuổi)  |         | Kline Texas             |
| 14 | HV | Richard Wisdom  | 17 tháng 8, 1972 (16 tuổi)  |         | Brentwood SC            |
| 15 | TĐ | Harry Weiss     | 28 tháng 5, 1973 (16 tuổi)  |         | Scott Gallagher SC      |
| 16 | HV | Brian Bates     | 16 tháng 8, 1972 (16 tuổi)  |         | Prince William Spartans |
| 17 | TĐ | Steven Sietsema | 16 tháng 1, 1973 (16 tuổi)  |         | Columbia Diplomats      |
| 18 | TM | Brian Bailey    | 17 tháng 9, 1972 (16 tuổi)  |         | Howard Courage          |

### Brasil
Huấn luyện viên:  Homero Cavalheiro
| Số | Vt | Cầu thủ  | Ngày sinh (tuổi)            | Số trận | Câu lạc bộ            |
| -- | -- | -------- | --------------------------- | ------- | --------------------- |
| 1  | TM | Helbert  | 25 tháng 9, 1972 (16 tuổi)  |         | XV de Jaú             |
| 2  | HV | Ânderson | 18 tháng 3, 1973 (16 tuổi)  |         | Juventus              |
| 3  | HV | Lica     | 20 tháng 4, 1973 (16 tuổi)  |         | Internacional Limeira |
| 4  | HV | Andrei   | 21 tháng 2, 1973 (16 tuổi)  |         | XV de Jaú             |
| 5  | TV | Carlos   | 1 tháng 8, 1972 (16 tuổi)   |         | Atlético Mineiro      |
| 6  | HV | Biro     | 4 tháng 11, 1973 (15 tuổi)  |         | São Paulo             |
| 7  | TV | Cléber   | 9 tháng 10, 1972 (16 tuổi)  |         | Vitória               |
| 8  | TV | Régis    | 10 tháng 3, 1973 (16 tuổi)  |         | Flamengo              |
| 9  | TĐ | Rudnei   | 14 tháng 11, 1972 (16 tuổi) |         | Internacional         |
| 10 | TĐ | Márcio   | 16 tháng 3, 1973 (16 tuổi)  |         | São Paulo             |
| 11 | TV | Gilmar   | 2 tháng 4, 1973 (16 tuổi)   |         | Internacional         |
| 12 | TM | Jorcey   | 24 tháng 8, 1972 (16 tuổi)  |         | Flamengo              |
| 13 | HV | Weysler  | 8 tháng 8, 1972 (16 tuổi)   |         | América               |
| 14 | TV | Fred     | 12 tháng 10, 1972 (16 tuổi) |         | Palmeiras             |
| 15 | TĐ | Gilberto | 27 tháng 10, 1973 (15 tuổi) |         | Vitória               |
| 16 | TĐ | Serginho | 27 tháng 5, 1973 (16 tuổi)  |         | Palmeiras             |
| 17 | HV | Edson    | 8 tháng 2, 1973 (16 tuổi)   |         | Vasco da Gama         |
| 18 | TV | Moises   | 10 tháng 1, 1973 (16 tuổi)  |         | Vasco da Gama         |

## Bảng C

### Argentina
Huấn luyện viên:  Carlos Pachamé
| Số | Vt | Cầu thủ                  | Ngày sinh (tuổi)            | Số trận | Câu lạc bộ              |
| -- | -- | ------------------------ | --------------------------- | ------- | ----------------------- |
| 1  | TM | Roberto Abbondanzieri    | 19 tháng 8, 1972 (16 tuổi)  |         | Rosario Central         |
| 2  | HV | Jorge Asad               | 26 tháng 8, 1972 (16 tuổi)  |         | San Lorenzo             |
| 3  | HV | Diego Castagno           | 10 tháng 10, 1972 (16 tuổi) |         | Newell's Old Boys       |
| 4  | HV | José Castro              | 13 tháng 12, 1972 (16 tuổi) |         | Vélez Sársfield         |
| 5  | TĐ | Gabriel D'Ascanio        | 6 tháng 8, 1972 (16 tuổi)   |         | Rosario Central         |
| 6  | TV | Gabriel Alejandro Flores | 13 tháng 12, 1972 (16 tuổi) |         | San Lorenzo             |
| 7  | TV | Sebastián Gordon         | 4 tháng 11, 1972 (16 tuổi)  |         | Boca Juniors            |
| 8  | HV | Nestor Holweger          | 22 tháng 6, 1973 (15 tuổi)  |         | Boca Juniors            |
| 9  | TĐ | Pablo Lavallén           | 7 tháng 9, 1972 (16 tuổi)   |         | River Plate             |
| 10 | TV | Fernando López           | 4 tháng 3, 1973 (16 tuổi)   |         | Argentinos Juniors      |
| 11 | HV | Luís Medero              | 24 tháng 1, 1973 (16 tuổi)  |         | Boca Juniors            |
| 12 | TM | Leonardo Diaz            | 5 tháng 9, 1972 (16 tuổi)   |         | Newell's Old Boys       |
| 13 | TV | Claudio Paris            | 31 tháng 3, 1973 (16 tuổi)  |         | Estudiantes de La Plata |
| 14 | TV | Walter Paz               | 4 tháng 3, 1973 (16 tuổi)   |         | Argentinos Juniors      |
| 15 | TV | Luís Piccoli             | 28 tháng 11, 1972 (16 tuổi) |         | Ferro Carril Oeste      |
| 16 | TĐ | Pablo Rodríguez          | 6 tháng 12, 1972 (16 tuổi)  |         | Rosario Central         |
| 17 | TĐ | Leonardo Selenzo         | 25 tháng 8, 1972 (16 tuổi)  |         | Rosario Central         |
| 18 | HV | Gustavo Yzaurralde       | 11 tháng 6, 1973 (15 tuổi)  |         | River Plate             |

### Trung Quốc
Huấn luyện viên:  Zhu Guanghu
| Số | Vt | Cầu thủ      | Ngày sinh (tuổi)            | Số trận | Câu lạc bộ   |
| -- | -- | ------------ | --------------------------- | ------- | ------------ |
| 1  | TM | Fu Bin       | 22 tháng 8, 1972 (16 tuổi)  |         | Hebei        |
| 2  | HV | Xie Chaoyang | 11 tháng 11, 1972 (16 tuổi) |         | Beijing      |
| 3  | TĐ | Ma Yanfeng   | 10 tháng 10, 1972 (16 tuổi) |         | Henan        |
| 4  | TV | Wang Nong    | 1 tháng 8, 1972 (16 tuổi)   |         | Dalian       |
| 5  | HV | Li Qiang     | 25 tháng 10, 1972 (16 tuổi) |         | Beijing      |
| 6  | HV | Jiang Feng   | 27 tháng 10, 1972 (16 tuổi) |         | Jilin        |
| 7  | HV | Wang Guodong | 10 tháng 9, 1972 (16 tuổi)  |         | Qingdao      |
| 8  | TV | Wei Qun      | 10 tháng 12, 1972 (16 tuổi) |         | Sichuan      |
| 9  | TĐ | Gao Feng     | 1 tháng 12, 1972 (16 tuổi)  |         | Beijing      |
| 10 | TV | Jin Guang    | 29 tháng 9, 1972 (16 tuổi)  |         | Heilongjiang |
| 11 | TĐ | You Shaodong | 23 tháng 12, 1972 (16 tuổi) |         | Guangdong    |
| 12 | TM | Wang Zhigang | 27 tháng 9, 1972 (16 tuổi)  |         | Shanghai     |
| 13 |    |              |                             |         |              |
| 14 | TĐ | Su Maozhen   | 30 tháng 7, 1972 (16 tuổi)  |         | Shandong     |
| 15 | HV | Wu Chongwen  | 25 tháng 8, 1972 (16 tuổi)  |         | Guangdong    |
| 16 | TV | Jin Yongzhu  | 8 tháng 11, 1972 (16 tuổi)  |         | Jilin        |
| 17 | TV | Liu Zhong    | 23 tháng 11, 1972 (16 tuổi) |         | Jiangsu      |
| 18 | TV | Li Ming      | 26 tháng 9, 1972 (16 tuổi)  |         | Dalian       |

- Only 17 players in China squad.

### Nigeria
Huấn luyện viên:  Sebastian Broderick-Imasuen
| Số | Vt | Cầu thủ             | Ngày sinh (tuổi)            | Số trận | Câu lạc bộ         |
| -- | -- | ------------------- | --------------------------- | ------- | ------------------ |
| 1  | TM | Andrew Aikhuomogbe  | 20 tháng 12, 1973 (15 tuổi) |         | BBL Hawks          |
| 2  | TĐ | Babajide Oguntunase | 17 tháng 11, 1973 (15 tuổi) |         | National Bank      |
| 3  | HV | Bobolayefa Edon     | 10 tháng 12, 1972 (16 tuổi) |         | Allied Bank        |
| 4  | HV | Nura Muhammed       | 25 tháng 3, 1973 (16 tuổi)  |         | B.O.N.             |
| 5  | HV | Bala Boyi           | 30 tháng 9, 1972 (16 tuổi)  |         | WRECA Kano         |
| 6  | TV | Precious Monye      | 22 tháng 12, 1974 (14 tuổi) |         | Enyimba            |
| 7  | TĐ | Kayode Keshiro      | 25 tháng 12, 1972 (16 tuổi) |         | Eko Holiday Inn    |
| 8  | TV | Patrick Mancha      | 14 tháng 8, 1973 (15 tuổi)  |         | JIB Rocks          |
| 9  | TV | Sunny Umoru         | 29 tháng 11, 1974 (14 tuổi) |         | Bendel Insurance   |
| 10 | TV | Olusegun Fetuga     | 27 tháng 12, 1972 (16 tuổi) |         | Ibukun-Oluwa       |
| 11 | TĐ | Victor Ikpeba       | 12 tháng 6, 1973 (15 tuổi)  |         | ACB Lagos          |
| 12 | TM | Lemmy Isa           | 22 tháng 12, 1972 (16 tuổi) |         | El-Kanemi Warriors |
| 13 | HV | John Agum           | 22 tháng 8, 1972 (16 tuổi)  |         | BCC Lions          |
| 14 | TV | Aondofa Akosu       | 9 tháng 8, 1973 (15 tuổi)   |         | BCC Lions          |
| 15 | HV | Godwin Okpara       | 20 tháng 9, 1972 (16 tuổi)  |         | Ibukun-Oluwa       |
| 16 | HV | Chiedu Anazonwu     | 8 tháng 8, 1972 (16 tuổi)   |         | Premier Breweries  |
| 17 | TĐ | Benedict Akwuegbu   | 3 tháng 11, 1974 (14 tuổi)  |         | Jos Highlanders    |
| 18 | TĐ | John Saki           | 10 tháng 7, 1973 (15 tuổi)  |         | BBL Hawks          |

### Canada
Huấn luyện viên:  Bert Goldberger
| Số | Vt | Cầu thủ            | Ngày sinh (tuổi)            | Số trận | Câu lạc bộ         |
| -- | -- | ------------------ | --------------------------- | ------- | ------------------ |
| 1  | TM | Jamie Engelfield   | 25 tháng 11, 1973 (15 tuổi) |         | Maple Leaf         |
| 2  | HV | Chris Farmanis     | 9 tháng 4, 1973 (16 tuổi)   |         | Maple Leaf         |
| 3  | HV | Tom Kouzmanis      | 22 tháng 4, 1973 (16 tuổi)  |         | Maple Leaf         |
| 4  | HV | Anthony Primiani   | 4 tháng 10, 1973 (15 tuổi)  |         | Laval              |
| 5  | TV | Scott Macey        | 26 tháng 1, 1973 (16 tuổi)  |         | North Shore        |
| 6  | HV | Nico Berg          | 11 tháng 9, 1973 (15 tuổi)  |         | North Shore        |
| 7  | TV | Sam Grewal         | 1 tháng 8, 1972 (16 tuổi)   |         | Woodbridge Rockets |
| 8  | TV | Massimo Caprio     | 9 tháng 12, 1972 (16 tuổi)  |         | Bourassa SC        |
| 9  | TV | Davor Cepo         | 8 tháng 1, 1973 (16 tuổi)   |         | Saltfleet SC       |
| 10 | TV | Kevin Degabrielle  | 18 tháng 11, 1972 (16 tuổi) |         | Woodbridge Rockets |
| 11 | TĐ | Angelo Donia       | 20 tháng 12, 1972 (16 tuổi) |         | Woodbridge Rockets |
| 12 | TĐ | Jason Gibbons      | 12 tháng 8, 1972 (16 tuổi)  |         | Woodbridge Rockets |
| 13 | HV | Solomon Amoako     | 30 tháng 11, 1972 (16 tuổi) |         | Woodbridge Rockets |
| 14 | TĐ | Rick Curran        | 4 tháng 6, 1973 (16 tuổi)   |         | Ottawa Intrepid    |
| 15 | TV | Eric Puig          | 5 tháng 10, 1972 (16 tuổi)  |         | Montreal River Sud |
| 16 | HV | Tom Perks          | 2 tháng 8, 1972 (16 tuổi)   |         | Woodbridge Rockets |
| 17 | TĐ | Mauro Biello       | 8 tháng 8, 1972 (16 tuổi)   |         | Montreal City      |
| 18 | TM | Carmine Ciccarelli | 30 tháng 12, 1973 (15 tuổi) |         | Saltfleet SC       |

## Bảng D

### Guinée
Huấn luyện viên:  Nansoko Sadio
| Số | Vt | Cầu thủ           | Ngày sinh (tuổi)            | Số trận | Câu lạc bộ            |
| -- | -- | ----------------- | --------------------------- | ------- | --------------------- |
| 1  | TM | Kalil Camara      | 13 tháng 7, 1975 (13 tuổi)  |         | Lycée FC              |
| 2  | HV | Seny Soumah       | 29 tháng 1, 1973 (16 tuổi)  |         | CFP Ratona            |
| 3  | HV | Djibril Yattara   | 13 tháng 10, 1972 (16 tuổi) |         | CFP Ratona            |
| 4  | HV | Ibrahima Sylla    | 2 tháng 8, 1973 (15 tuổi)   |         | Lycée FC              |
| 5  | HV | Mory Fofana       | 22 tháng 9, 1973 (15 tuổi)  |         | Collège Château d'Eau |
| 6  | TV | Ousmane Camara    | 26 tháng 5, 1975 (14 tuổi)  |         | Lycée Boulbinet       |
| 7  | TĐ | Fode Camara       | 9 tháng 12, 1973 (15 tuổi)  |         | Lycée Gbession        |
| 8  | TV | Mamadou Sylla     | 6 tháng 9, 1972 (16 tuổi)   |         | Lycée Donka           |
| 9  | TĐ | Souleymane Oulare | 16 tháng 10, 1972 (16 tuổi) |         | Lycée Gbession        |
| 10 | TV | Ousmane Soumah    | 19 tháng 11, 1974 (14 tuổi) |         | Lycée 2 Octobre       |
| 11 | TĐ | Moussa Sylla      | 9 tháng 2, 1974 (15 tuổi)   |         | Collège Donka         |
| 12 |    | Mohamed Keita     | 14 tháng 5, 1973 (16 tuổi)  |         | Lycée Donka           |
| 13 | TV | Issiaga Fadiga    | 12 tháng 12, 1972 (16 tuổi) |         | Lycée Coleah          |
| 14 | TĐ | Raymond Camara    | 2 tháng 10, 1974 (14 tuổi)  |         | Lycée 28 Septembre    |
| 15 | HV | Mamadou Bangoura  | 5 tháng 5, 1973 (16 tuổi)   |         | Lycée Donka           |
| 16 | HV | Alseny Cissé      | 29 tháng 12, 1975 (13 tuổi) |         | Collège Donka         |
| 17 |    | Amadou Keita      | 29 tháng 12, 1975 (13 tuổi) |         | Collège Donka         |
| 18 |    | Morlaye Camara    | 15 tháng 3, 1973 (16 tuổi)  |         | Lycée Boulbinet       |

### Colombia
Huấn luyện viên:  Dulio Miranda Mari
| Số | Vt | Cầu thủ              | Ngày sinh (tuổi)            | Số trận | Câu lạc bộ             |
| -- | -- | -------------------- | --------------------------- | ------- | ---------------------- |
| 1  | TM | Leonidas de la Hoz   | 30 tháng 9, 1972 (16 tuổi)  |         | Atlético Junior        |
| 2  | HV | Victor Patiño        | 21 tháng 8, 1972 (16 tuổi)  |         | De León                |
| 3  | HV | Modesto Gaibao       | 9 tháng 9, 1973 (15 tuổi)   |         | Atlético Junior        |
| 4  | HV | Omar Cañate          | 17 tháng 8, 1973 (15 tuổi)  |         | Atlético Junior        |
| 5  | TV | Williams Fiorillo    | 12 tháng 4, 1973 (16 tuổi)  |         | Atlético Junior        |
| 6  | HV | Douglas Molina       | 3 tháng 11, 1972 (16 tuổi)  |         | Atlético Junior        |
| 7  | TĐ | Enrique Braydy       | 15 tháng 1, 1973 (16 tuổi)  |         | S Meta                 |
| 8  | TV | Alfredo Nieto        | 6 tháng 8, 1972 (16 tuổi)   |         | Atlético Junior        |
| 9  | TĐ | Héctor Zapata        | 18 tháng 10, 1972 (16 tuổi) |         | Comba                  |
| 10 | TĐ | Henry Zambrano       | 7 tháng 8, 1973 (15 tuổi)   |         | Independiente Medellín |
| 11 | TV | Edinson Chávez       | 4 tháng 2, 1974 (15 tuổi)   |         | Sarmiento Lora         |
| 12 | TM | Luís Castro          | 1 tháng 11, 1972 (16 tuổi)  |         | Independiente Medellín |
| 13 | HV | Luís León            | 9 tháng 10, 1972 (16 tuổi)  |         | Inem                   |
| 14 | TV | John Raigoza         | 10 tháng 11, 1972 (16 tuổi) |         | De León                |
| 15 | TV | Juan Carlos Martínez | 28 tháng 1, 1973 (16 tuổi)  |         | Sarmiento Lora         |
| 16 | TĐ | Oswaldo Mackenzie    | 19 tháng 1, 1973 (16 tuổi)  |         | La Fortuna             |
| 17 | HV | Carlos Moreno        | 26 tháng 11, 1972 (16 tuổi) |         | Boca Juniors           |
| 18 | TV | Víctor Pacheco       | 24 tháng 9, 1974 (14 tuổi)  |         | Atlético Junior        |

### Ả Rập Xê Út
Huấn luyện viên:  Ivo Wortmann
| Số | Vt | Cầu thủ              | Ngày sinh (tuổi)            | Số trận | Câu lạc bộ  |
| -- | -- | -------------------- | --------------------------- | ------- | ----------- |
| 1  | TM | Khalid Al-Suwaileh   | 7 tháng 8, 1972 (16 tuổi)   |         | Al-Nassr    |
| 2  | HV | Salman Al-Geraini    | 10 tháng 9, 1972 (16 tuổi)  |         | Al-Nassr    |
| 3  | HV | Sulaiman Al-Reshoudi | 3 tháng 9, 1972 (16 tuổi)   |         | Al-Taawon   |
| 4  | HV | Adnan Abdulshkor     | 11 tháng 8, 1972 (16 tuổi)  |         | Al-Wahda    |
| 5  | HV | Abdullah Al-Ahmadi   | 14 tháng 8, 1972 (16 tuổi)  |         | Al-Ittihad  |
| 6  | TV | Fuad Al-Anoud        | 13 tháng 10, 1972 (16 tuổi) |         | Al-Shabab   |
| 7  | HV | Aref Burshaid        | 29 tháng 8, 1972 (16 tuổi)  |         | Al-Qadisiya |
| 8  | TV | Abdullah Al-Hamdi    | 18 tháng 8, 1972 (16 tuổi)  |         | Al-Hajar    |
| 9  | TĐ | Khalid Al-Roaihi     | 15 tháng 12, 1972 (16 tuổi) |         | Al-Ahli     |
| 10 | TV | Saud Al-Hammali      | 19 tháng 10, 1972 (16 tuổi) |         | Al-Nassr    |
| 11 | TĐ | Mansour Al-Mousa     | 29 tháng 10, 1972 (16 tuổi) |         | Al-Najmeh   |
| 12 | TV | Jabarti Al-Shamrani  | 29 tháng 11, 1972 (16 tuổi) |         | Al-Ittihad  |
| 13 | TĐ | Waleed Al-Terair     | 23 tháng 11, 1972 (16 tuổi) |         | Al-Nassr    |
| 14 | TV | Salem Al-Alawi       | 21 tháng 8, 1972 (16 tuổi)  |         | Al-Shabab   |
| 15 | TV | Mohammed Al-Temyat   | 24 tháng 10, 1972 (16 tuổi) |         | Al-Hilal    |
| 16 | HV | Abdullah Al-Theneyan | 8 tháng 10, 1972 (16 tuổi)  |         | Al-Nassr    |
| 17 | TM | Mohamed Al-Deayea    | 2 tháng 8, 1972 (16 tuổi)   |         | Al-Ta'ee    |
| 18 | TM | Shaker Al-Shujaa     | 2 tháng 8, 1972 (16 tuổi)   |         | Al-Nassr    |

### Bồ Đào Nha
Huấn luyện viên:  Carlos Queiroz
| Số | Vt | Cầu thủ          | Ngày sinh (tuổi)            | Số trận | Câu lạc bộ           |
| -- | -- | ---------------- | --------------------------- | ------- | -------------------- |
| 1  | TM | Paulo Santos     | 11 tháng 12, 1972 (16 tuổi) |         | Sporting CP          |
| 2  | TĐ | Gil Gomes        | 2 tháng 12, 1972 (16 tuổi)  |         | Benfica              |
| 3  | HV | Emílio Peixe     | 16 tháng 1, 1973 (16 tuổi)  |         | Sporting CP          |
| 4  | TV | Luís Figo        | 4 tháng 11, 1972 (16 tuổi)  |         | Sporting CP          |
| 5  | TV | Costa            | 18 tháng 11, 1973 (15 tuổi) |         | Porto                |
| 6  | TĐ | Fernando Peres   | 4 tháng 9, 1972 (16 tuổi)   |         | Sporting CP          |
| 7  | TV | Sergio Lourenço  | 22 tháng 9, 1972 (16 tuổi)  |         | Sporting CP          |
| 8  | TV | Canana           | 21 tháng 10, 1972 (16 tuổi) |         | Porto                |
| 9  | HV | Geani            | 2 tháng 1, 1973 (16 tuổi)   |         | Vitória de Guimarães |
| 10 | TV | Rui Capucho      | 11 tháng 3, 1973 (16 tuổi)  |         | Estrela da Amadora   |
| 11 | TV | Bino             | 19 tháng 12, 1972 (16 tuổi) |         | Porto                |
| 12 | TM | Nuno Fonseca     | 20 tháng 1, 1973 (16 tuổi)  |         | Porto                |
| 13 | TĐ | Miguel Simão     | 26 tháng 2, 1973 (16 tuổi)  |         | Boavista             |
| 14 | HV | Rui Ferreira     | 29 tháng 3, 1973 (16 tuổi)  |         | Benfica              |
| 15 | HV | Adalberto        | 17 tháng 6, 1973 (15 tuổi)  |         | Boavista             |
| 16 | TĐ | Tulipa           | 6 tháng 12, 1972 (16 tuổi)  |         | Porto                |
| 17 | HV | Abel Xavier      | 30 tháng 11, 1972 (16 tuổi) |         | Estrela da Amadora   |
| 18 | HV | Álvaro Magalhães | 25 tháng 8, 1972 (16 tuổi)  |         | Porto                |